# Skrzeczkowice
Skrzeczkowice (tiếng Đức: Eichendorf) là một sołectwo ở phía bắc Jastrzębie-Zdrój, Silesian Voivodeship, miền nam Ba Lan. Đó là một ngôi làng độc lập nhưng đã trở thành một phần hành chính của Jastrzębie-Zdrój vào năm 1975. Nó có diện tích na là 248,84 ha (theo lịch sử là 326 ha)  và vào ngày 31 tháng 12 năm 2012, cư dân của nó là 728 người.
Tên của ngôi làng có nguồn gốc từ tên cá nhân Skrzek. Từ thế kỷ 14, cái tên đã được viết nguệch ngoạc như Skrzetzkowitz, Skrzeczkowicz, Skreczkowitz. Tên tiếng Đức Eichendorf, được đặt theo tên một nhà thơ người Đức (Joseph Freiherr von Eichendorff), xuất hiện vào năm 1907,  là kết quả của sự xuất hiện của những người định cư Đức vào năm 1904.

## Lịch sử
Ngôi làng có thể đã được đề cập lần đầu tiên trong một tài liệu tiếng Latinh của Giáo phận Wrocław có tên Liber fundationis episcopatus Vratislaviensis từ khoảng năm 1305 với tư cách là biệt thự Friczkonis. 
Về mặt chính trị, ngôi làng ban đầu thuộc về Lãnh địa Racibórz (năm 1377, nó được sáp nhập với Lãnh địa Opava, vào năm 1491, Wodzisław bị tách ra, bao gồm cả Skrzeczkowice), bên trong Ba Lan bị chia cắt. Năm 1327, công tước trở thành một thái ấp của Vương quốc Bohemia, sau năm 1526 trở thành một phần của chế độ quân chủ Habsburg. Sau chiến tranh Silesian, nó trở thành một phần của Vương quốc Phổ.
Là một ngôi làng tư nhân, nó được bán bởi một hiệp sĩ Piotr Steiner vào năm 1323 cho một người tên là Jeske-Riske. Do đó, quyền sở hữu đã thay đổi nhiều lần. Năm 1818, chính quyền lãnh thổ ở Phổ Silesia được tổ chức lại. Skrzeczkowice trở thành một phần của Huyện Rybnik. Năm 1840 làng có 109 cư dân sống trong 17 ngôi nhà, vào năm 1890 là 60 cư dân và năm 1906 chỉ còn 48 người. Con số này đã tăng sau khi phân chia đất vào năm 1904, khi 9 người Đức dân tộc định cư ở đây (khác định cư tại Borynia Gorna và Osiny). Năm 1910, 30% cư dân tuyên bố chỉ sử dụng tiếng Đức, 22% khác sử dụng cả tiếng Ba Lan và tiếng Đức, kết hợp đó là tỷ lệ người nói tiếng Đức cao nhất ở Huyện Rybnik.
Sau Thế chiến I ở Thượng Silesia plebiscite, 49 trong số 76 cử tri ở Skrzeczkowice đã bỏ phiếu ủng hộ việc ở lại Đức, chống lại 27 người đã chọn tham gia Ba Lan. Sau này trở thành một phần của Silesian Voivodeship, Cộng hòa Ba Lan thứ hai. Khoảng 80% người Đức địa phương đã chuyển đi, sau đó ngôi làng có khoảng 330 cư dân. Sau đó, nó bị Đức Quốc xã thôn tính vào đầu Thế chiến II. Sau chiến tranh, nó đã được khôi phục lại là một phần của Ba Lan. Năm 1954, nó trở thành một phần của đô thị với khu vực hành chính ở Borynia. Vào năm 1975, nó đã cùng với Borynia và Szeroka được Jastrzębie-Zdrój tiếp thu. Trong một cuộc trưng cầu dân ý địa phương được tổ chức vào năm 2000, cư dân của Borynia, Szeroka và Skrzeczkowice đã bỏ phiếu ủng hộ việc nó ở lại trong thành phố.